# Catedral de Zamora
La catedral de Zamora (Zamora, España), dedicada al Salvador, se inscribe dentro del denominado románico del Duero, distinguiéndose por ser la más pequeña y la más antigua de las once de la Comunidad autónoma de Castilla y León. Fue declarada Monumento Nacional por Real Orden de 5 de septiembre de 1889. Su planta es de cruz latina con tres naves de cuatro tramos, las laterales con bóveda de arista y la central de crucería simple. Los tres ábsides que tenía en origen fueron sustituidos por una cabecera gótica en el siglo XVI. En el crucero se alza un cimborrio con un tambor de 16 ventanas sobre el que se levanta una cúpula de gallones revestidos con escamas de piedra y soportada con pechinas, de clara influencia bizantina. Es el elemento más llamativo, bello y original del templo, y un verdadero símbolo de la ciudad.

## Antecedentes históricos

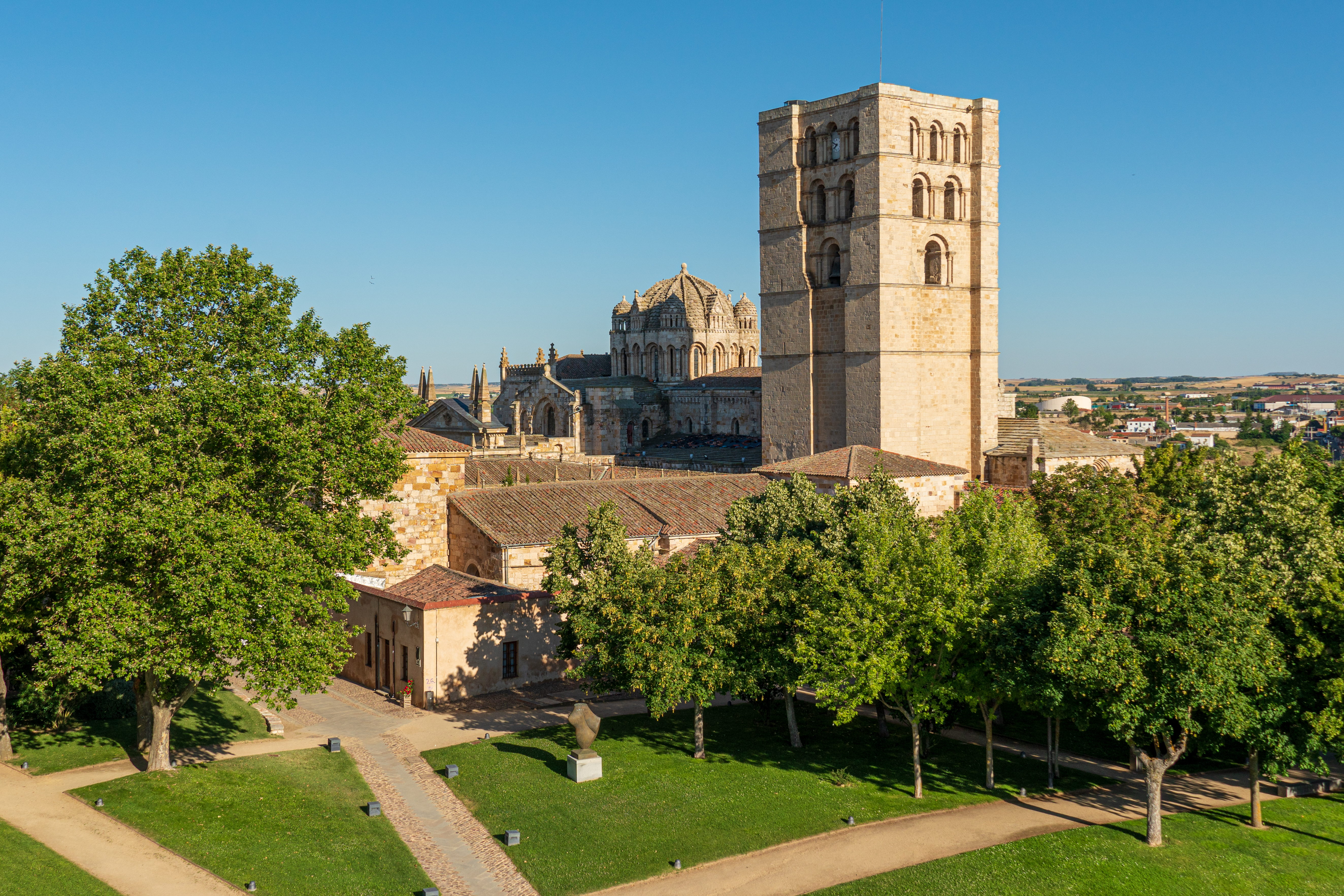
Vista desde el castillo

La ciudad de Zamora, situada sobre una meseta de indiscutible valor estratégico, junto al Duero, habitada al menos desde la etapa final de la Edad del Bronce, sobre la que se asentará el oppidum vacceo de Ocelodurum, por el que discurriría la calzada romana de Mérida a Astorga, que con la turbulenta llegada de los pueblos germanos se convertiría en el enclave suevo de Sinimure y, seguidamente, en el hispanogodo de Simure.
Tras la invasión musulmana, la ciudad de Zamora fue abandonada hasta que en el 893 fue recuperada, reconstruida y repoblada por cristianos vasallos de Alfonso III, venidos estos del norte cristiano y de Al-Ándalus: mozárabes de Toledo, Mérida y Coria. De las construcciones se harían cargo los toledanos, que levantarían defensas militares, iglesias, baños y un palacio regio... que llevaría a que en el 901 se dotara de obispado a esta ciudad, siendo nombrado Atilano su primer pastor.
Poco a poco la frontera será desplazada hacia el sur, hasta incluir las tierras situadas al norte del río Tormes, lo que dio pie a una incipiente situación de progreso de la ciudad de Zamora, solo quebrada por las aceifas de Almanzor, que el 986 la conquistó y destruyó.

Durante el reinado de Fernando I de León (1035-1065) la frontera será definitivamente consolidada, hecho que permitió la renovación de la población zamorana mediante una segunda repoblación y que la misma recibiera un breve fuero, además de ser entregada como señorío a favor de Urraca, la hija del monarca. Durante los reinados de Alfonso VI y Alfonso VII se consolidó la repoblación extramuros, lo que contribuyó definitivamente al progresivo auge de la ciudad de Zamora, hecho que impuso la necesidad de contar con una catedral acorde al rango e importancia que la misma había adquirido, idea que recibiría su impulso definitivo cuando la diócesis de Zamora consiguió definitivamente en 1120 su propia sede, al ser elegido obispo Bernardo de Perigord, monje de Sahagún y chantre de Toledo.

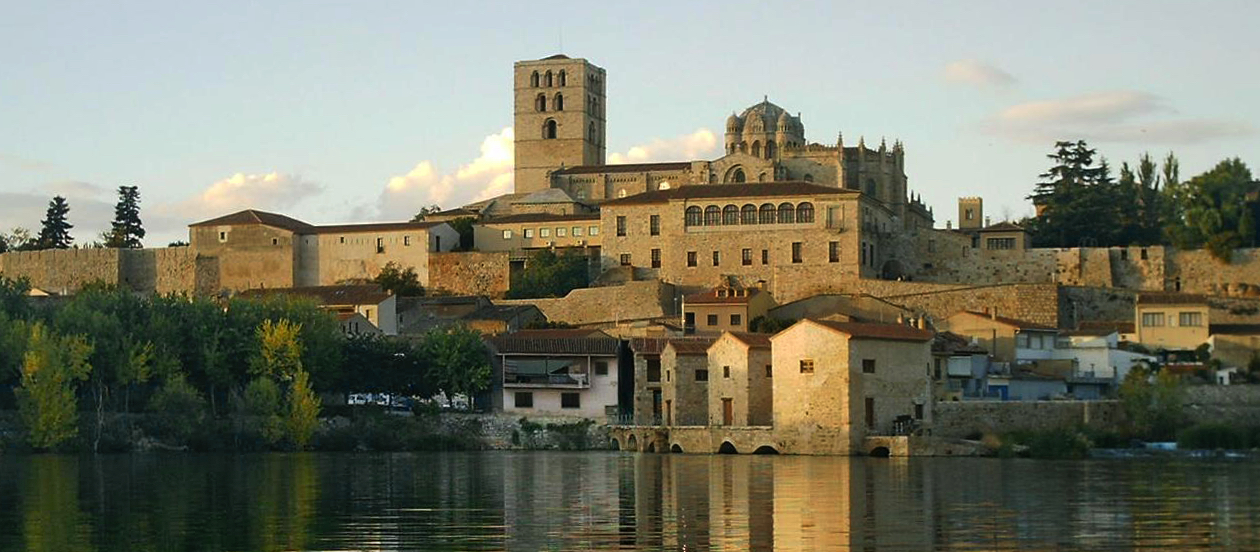
Vista general del castillo y catedral de Zamora

En el reinado de Alfonso VII, el edificio que servía de sede, San Salvador, seguramente levantado en el mismo lugar que hoy ocupa la catedral, parece que no reunía las condiciones necesarias, motivando que el rey en 1135 donase la iglesia de Santo Tomás para que provisionalmente hiciese las veces de catedral. Entre 1150 y 1160 se documentan importantes mandas a la seo y nueve años más tarde, en 1169 ya hay documentación que corrobora la existencia de un templo románico.

## Origen y construcción
La construcción de la catedral se atribuye al obispo Esteban, sucesor de Bernardo, levantada seguramente sobre el local de la anterior, en lo mejor de la ciudad, junto al castillo, y patrocinada por Alfonso VII de León y su hermana, la infanta-reina Sancha Raimúndez. Respecto a las fechas de inicio y final de las obras de la catedral, no hay acuerdo entre los autores, si bien existen una serie de datos que permiten hacer algunas precisiones.
Tradicionalmente se ha admitido que la fábrica se alzó de un solo tirón en tan solo 23 años (1151-1174), como parece atestiguar un epígrafe situado en el extremo norte del crucero en el que se copiaron otros más antiguos referentes a la breve historia de la catedral y epitafios de los tres primeros obispos. El que nos interesa dice así:

Esta casa se hizo sobre la salomónica que la precedió. Aquí añadid la fe. Y esta casa sucede a aquella por su magnificencia y coste. Se realizó en veintitrés años desde que se cimentó. Se consagró con la ayuda del Señor el año MCLXXIII, teniéndose a Esteban por su constructor'.

Recientes y meticulosos análisis de la documentación existente han permitido asegurar que las obras, al menos las de cimentación, estaban ya en marcha en 1139, en tiempos del obispo Bernardo y que, a su muerte, ya estaban edificadas la cabecera, nave meridional y portada de este lado pues fue enterrado en el lado sur, correspondiendo la continuación de la construcción a Esteban que la consagró en 1174, aunque este último detalle no supuso la terminación de las obras, ya que las mismas continuaron durante el obispado de su sucesor, Guillermo (1176-1192), que levantaría el transepto y el cuerpo de la iglesia, en tanto que el claustro y la torre estaban en obras en el primer tercio del s. XIII.

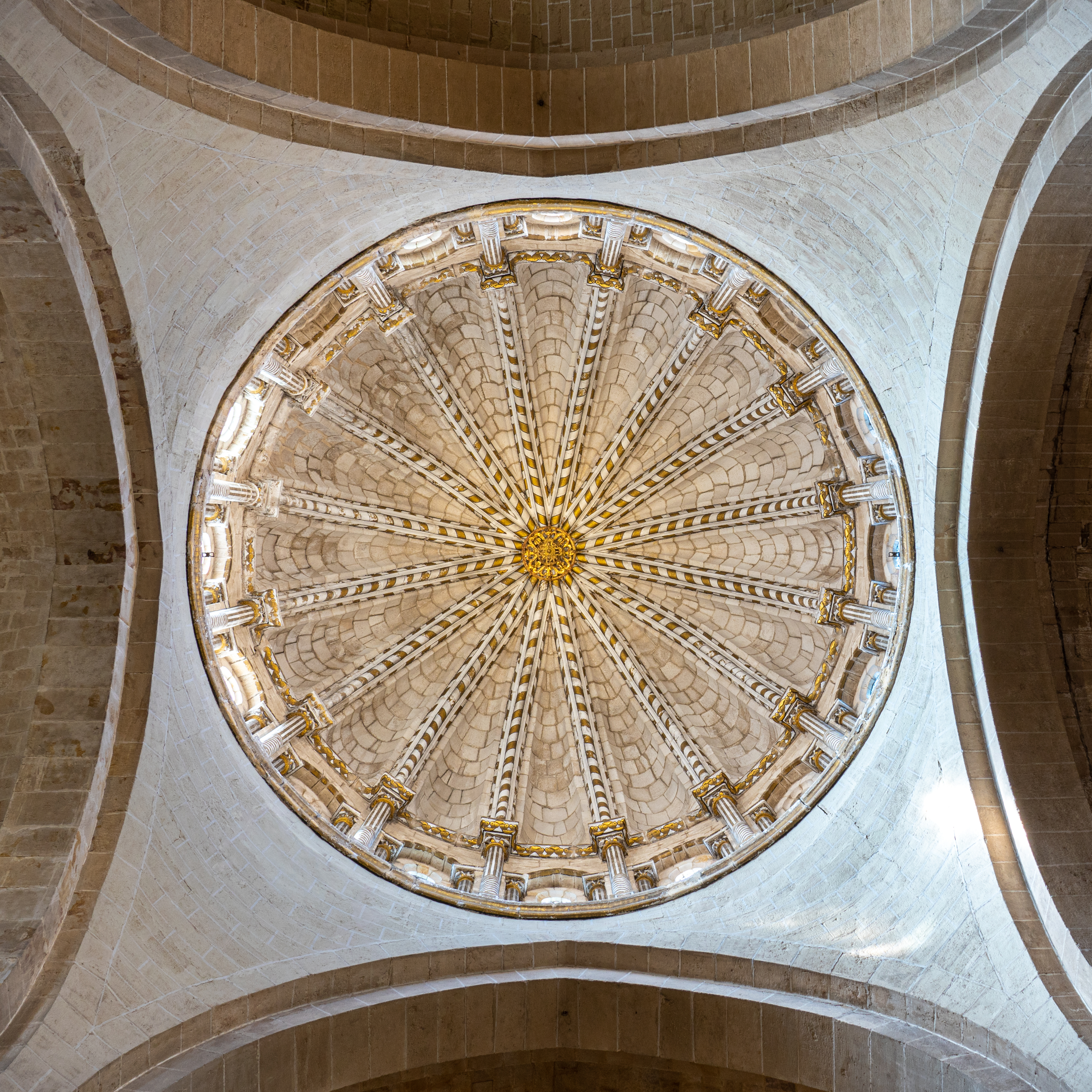
Interior de la cúpula

La insólita celeridad de su fábrica se tradujo en una unidad de estilo poco frecuente en aquel siglo y en una extrema austeridad decorativa, más propia de lo cisterciense que de otros templos coetáneos de la península. Aun así, se proyectó según los cánones borgoñones clásicos y, sobre su marcha, se introdujeron sustanciales novedades en la cobertura por influencia cisterciense y oriental. Las bóvedas de ojivas de su nave central son de las más tempranas de España y anuncian ya el gótico.
Un solo maestro, anónimo como es habitual, la proyectó y dirigió su construcción. Para Gómez-Moreno era foráneo y figura de primer orden, seguramente francés traído por el obispo Bernardo, y hubo de estar en contacto con los maestros al servicio de los normandos en Sicilia, donde los orientalismos estaban al orden del día. Sin embargo, no se le puede identificar con el "Guillermo maçonerius" o el "Munendo pedreyo" que figuran en documentos de la época, ni tampoco con el "magister Oddo" que aparece dirigiendo los trabajos en 1182. Su personalidad habría de imponerse a otras en otras construcciones del valle del Duero, especialmente en Toro, Salamanca, Ciudad Rodrigo y Benavente. En las últimas fases debió intervenir el maestro Fruchel cuya presencia está documentada entre el 1182 y 1204.

## Descripción

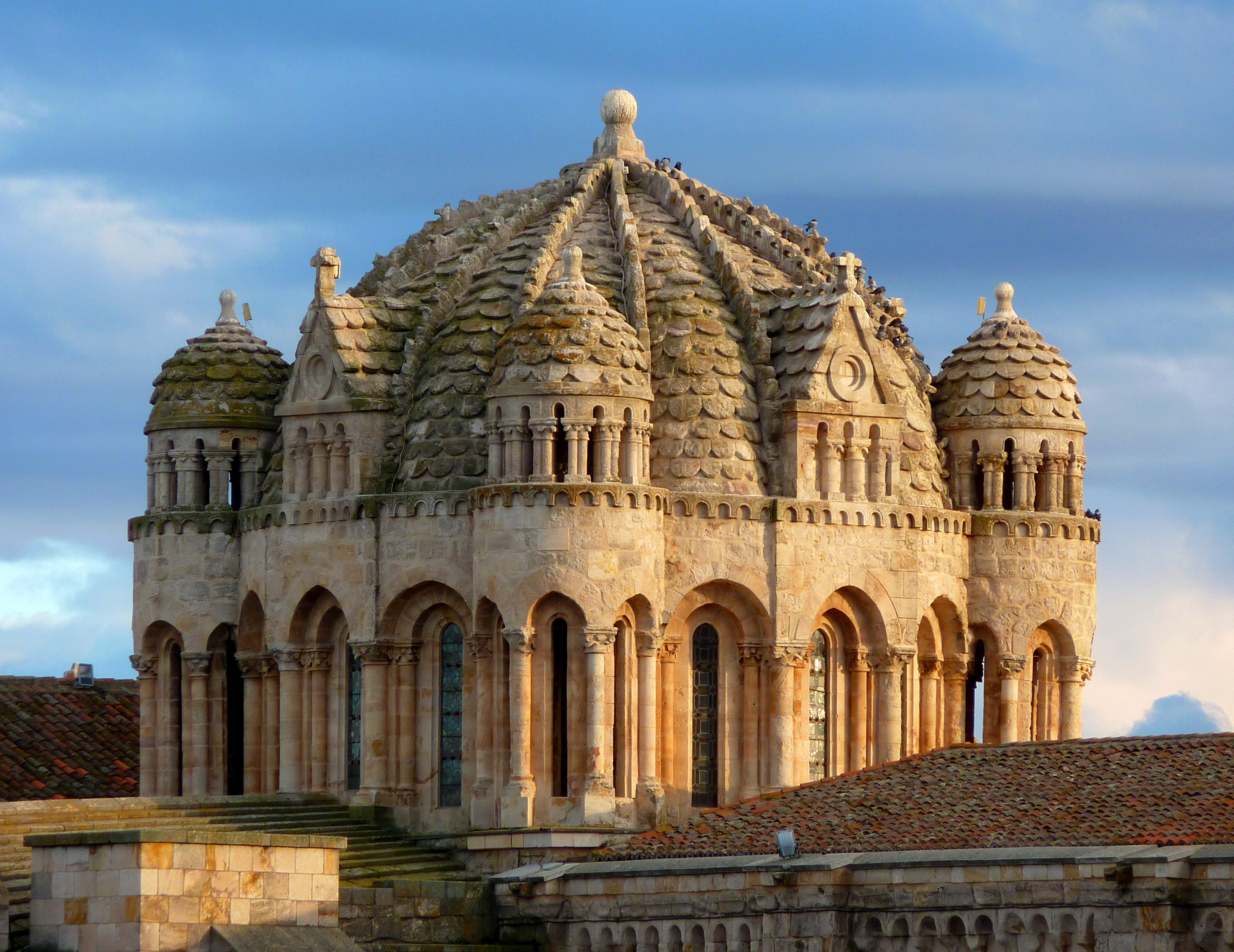
Cúpula románica gallonada

El templo románico, tiene planta de tres naves, en origen tres ábsides, que debían ser parecidos a los de la colegiata de Toro y que se sustituyeron en el siglo XV por los actuales góticos y un crucero poco marcados en planta.

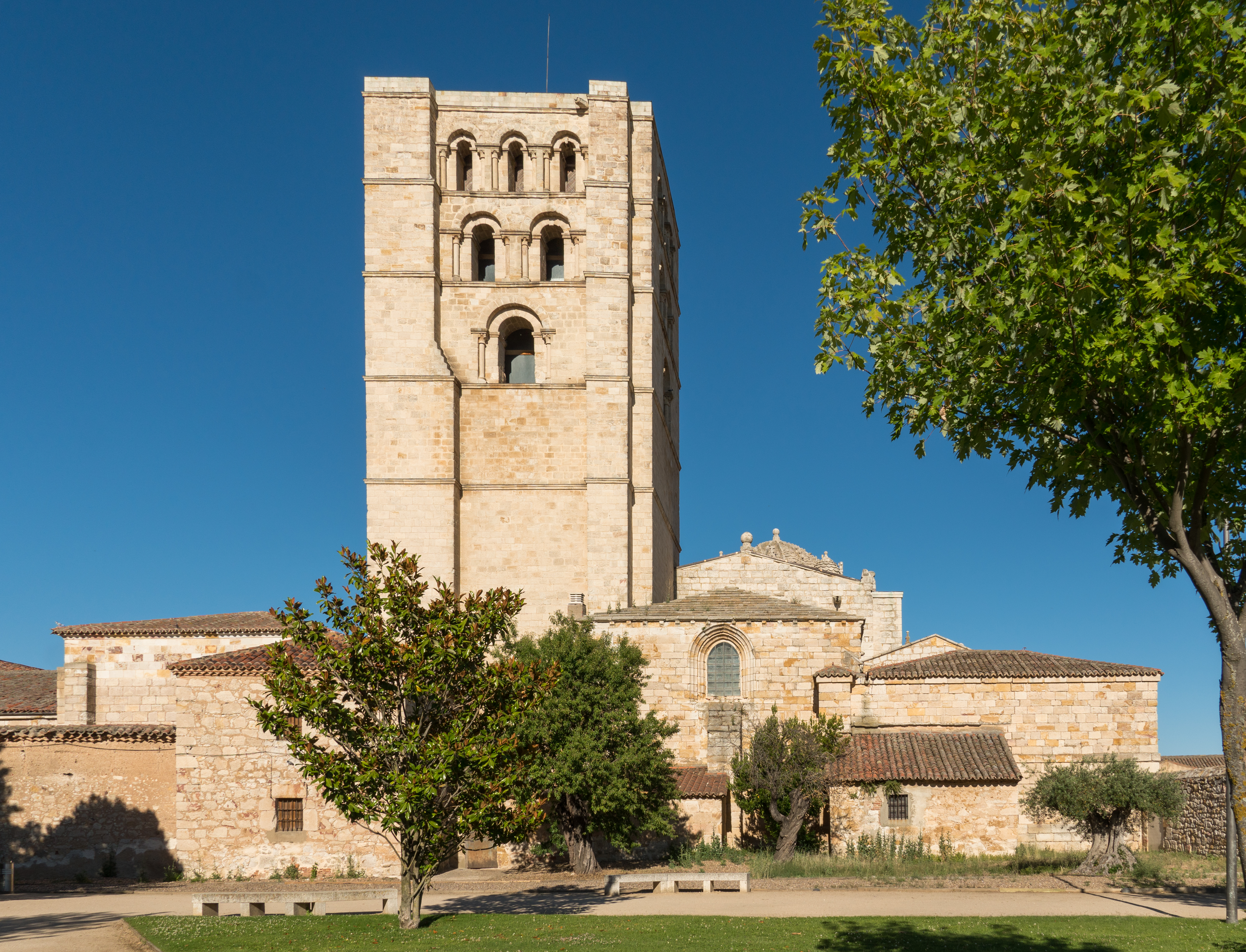
Torre del Salvador

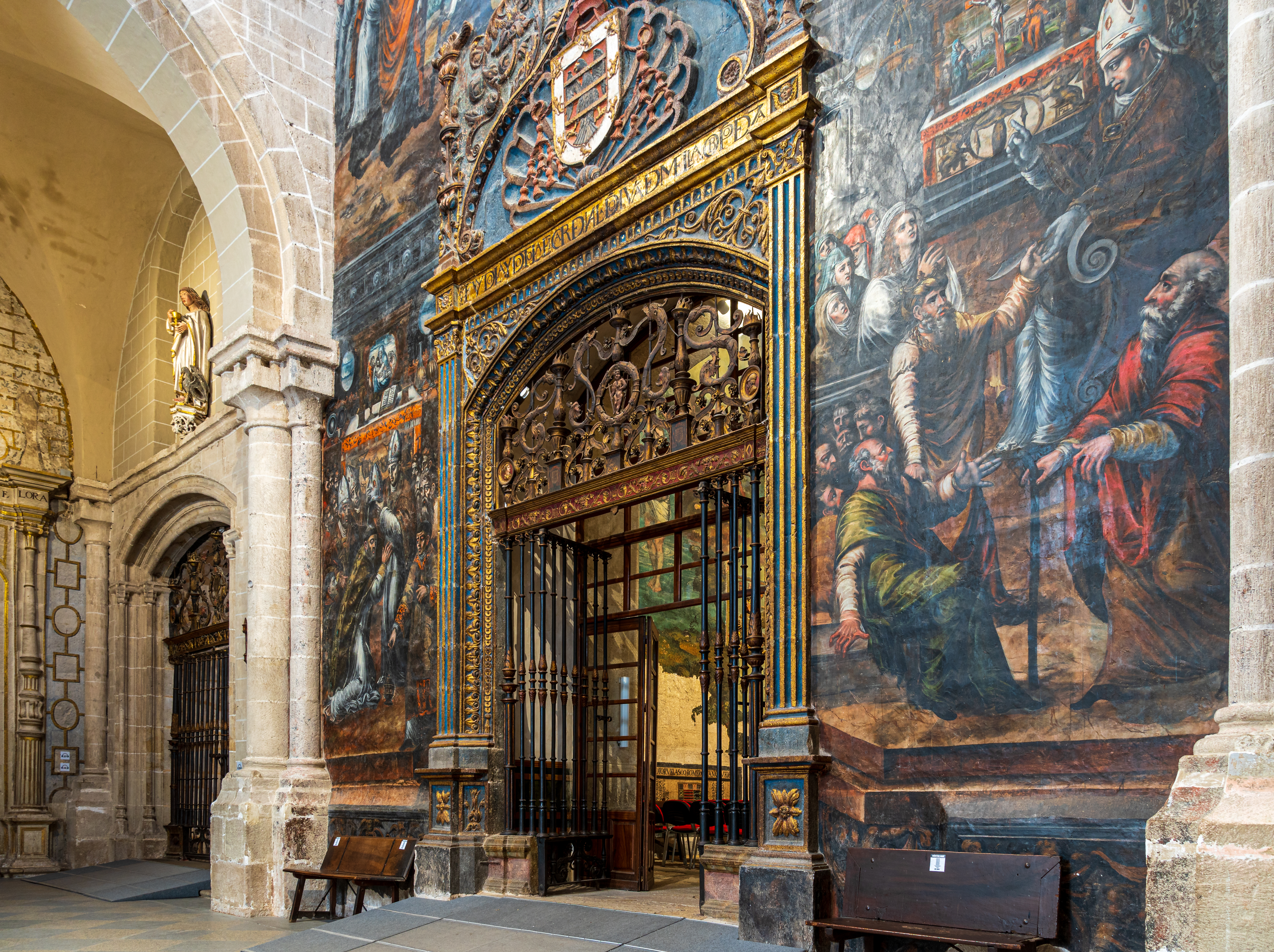
Capilla de San Ildefonso

Los transeptos se cubren con bóvedas de cañón apuntado, las naves laterales con bóvedas de arista capilazadas, y la nave central con bóveda de crucería tardorrománica o protogótica.
Sobre el crucero, apoyado internamente, se alza el cimborrio, que es un tambor perforado por 16 ventanas sobre el que se elevan las dos cúpulas, una interna semicircular, gallonada, y otra externa ligeramente apuntada. Tiene planta de cruz latina, tres naves de cuatro tramos y tres ábsides que fueron sustituidos por una cabecera gótica en el siglo XVI. El exterior se ameniza con cuatro cupulines que sirven para reforzar las esquinas y cuatro frontones hacia los puntos cardinales que apuntalan la bóveda. Es, con su decoración exterior de escamas, el elemento más destacado del templo y un auténtico símbolo de la ciudad. De «obra genial sin paralelo en la arquitectura medieval» la calificó el historiador José Ángel Rivera de las Heras, quien añade que se convirtió en «cabeza de serie de obras semejantes en la Catedral Vieja de Salamanca, la Colegiata de Toro o la sala capitular de la seo de Plasencia», singular grupo que fue denominado por el historiador Manuel Gómez-Moreno como cimborrios bizantino-leoneses.
Hay que destacar la Sillería del Coro de la Catedral, tallada por el Taller de Juan de Bruselas entre 1503 y 1506. La Sillería forma un conjunto escultórico muy importante de Zamora por su envergadura y riqueza, y sirve de ejemplo a una organización particular anterior a Trento de disposición jerárquica y triangular sobre el plano con silla episcopal y sillas reales 
La torre del Salvador, de 45 metros de altura, se construyó a lo largo del siglo XIII, aunque el estilo es románico. Se cree que originalmente tuvo también una función defensiva, para lo que debió ser dotada de almenas, que aumentarían unos metros adicionales su altura. Sirvió hasta el terremoto de Lisboa de 1755 como cárcel del Cabildo.
Desde el claustro se accede al Museo Catedralicio, que alberga, entre otros, una importante colección de tapices.
El interior del templo posee numerosos símbolos e inscripciones en sus muros que aún hoy siguen descubriéndose, como la que recientemente se ha recuperado de antiguas y desafortunadas intervenciones que hace mención a posesiones de la iglesia en "Orlelos" y "Carvillino" (actuales Roelos y Carbellino).

### Retablos mayores

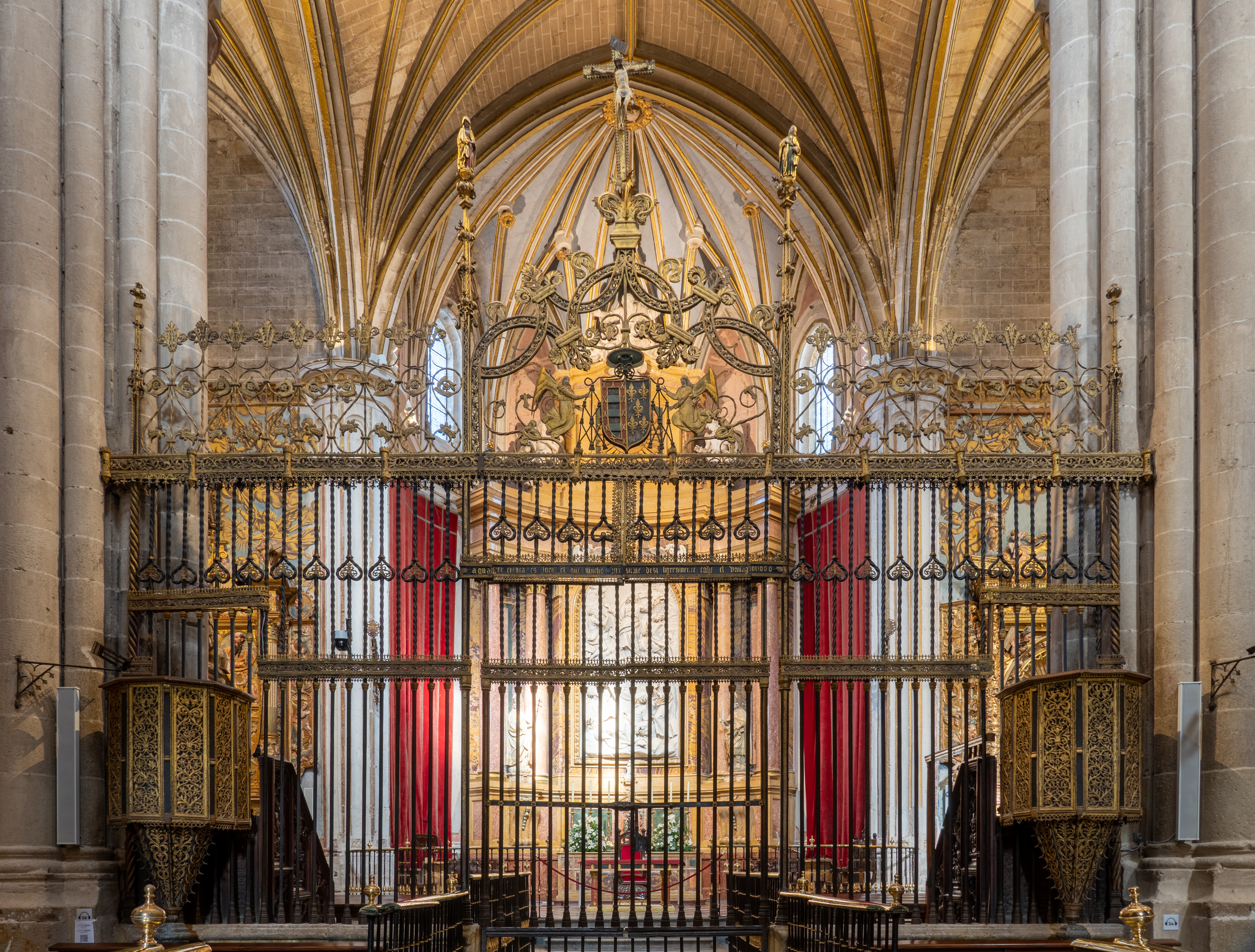
Altar Mayor

Cuatro han sido los retablos mayores que ha tenido. El original románico fue sustituido por uno de estilo gótico hispano-flamenco, realizado por el pintor Fernando Gallego y su taller entre 1490 y 1494. Este a su vez fue vendido en 1715 a la parroquia del pueblo de Arcenillas (a 7 kilómetros de la capital), por 3240 reales y algunas cargas de grano. Se desconoce cuántas tablas lo integraban, aunque se sabe que eran al menos 35. Con la desamortización 19 fueron a parar a manos del ejecutor de la misma en la zona, Manuel Ruiz-Zorrilla (dos descendientes suyos donaron en 1925 al Obispado las dos que se exhiben en el Museo Catedralicio). En el inventario realizado en 1897 faltaba otra más, que no se había recuperado tras una exposición. El número continuó menguando con el paso del tiempo, pues de estas 15, cuatro fueron robadas el 22 de noviembre de 1993 y hasta la fecha no han sido recuperadas. De las otras 24 tablas solo se conoce el paradero de tres: 2 se conservan actualmente en el Museo Catedralicio: "Pentecostés" y "Noli me tangere", y otra más en el Museo de Bellas Artes de Asturias, "Adoración de los Magos", en el que ingresó en 1994, integrada en el conjunto de obras de la colección Masaveu que dicho museo recibió como dación de pago del impuesto de sucesiones de Pedro Masaveu. Este último cuadro fue identificado como procedente de Arcenillas en 2005 gracias a las investigaciones del zamorano Enrique Rodríguez García. Ya antes de las tablas del altar mayor, la catedral había encargado a Gallego otro retablo para la capilla de San Ildefonso a finales de la década de 1470 (este conservado in situ) y que está considerado como la obra más temprana de cuantas se conservan del pintor. 
El sustituto del retablo gótico fue un altar barroco del escultor Joaquín Benito Churriguera, de efímera vida, puesto que sufrió daños por el terremoto que el 1 de noviembre de 1755 arrasó Lisboa (cuyos efectos se sintieron también en otras provincias españolas) y a consecuencia de ello fue desmontado en 1758, siendo malvendido al año siguiente, parece ser que para hacer fuego, desapareciendo con ello la que según los datos que se conocen constituyó la obra cumbre de su autor. Lo sustituyó el actual, de mármoles y bronce dorado, diseñado en estilo neoclásico por Ventura Rodríguez, para el que se inspiró en el que había diseñado Sabatini para la Catedral de Segovia.

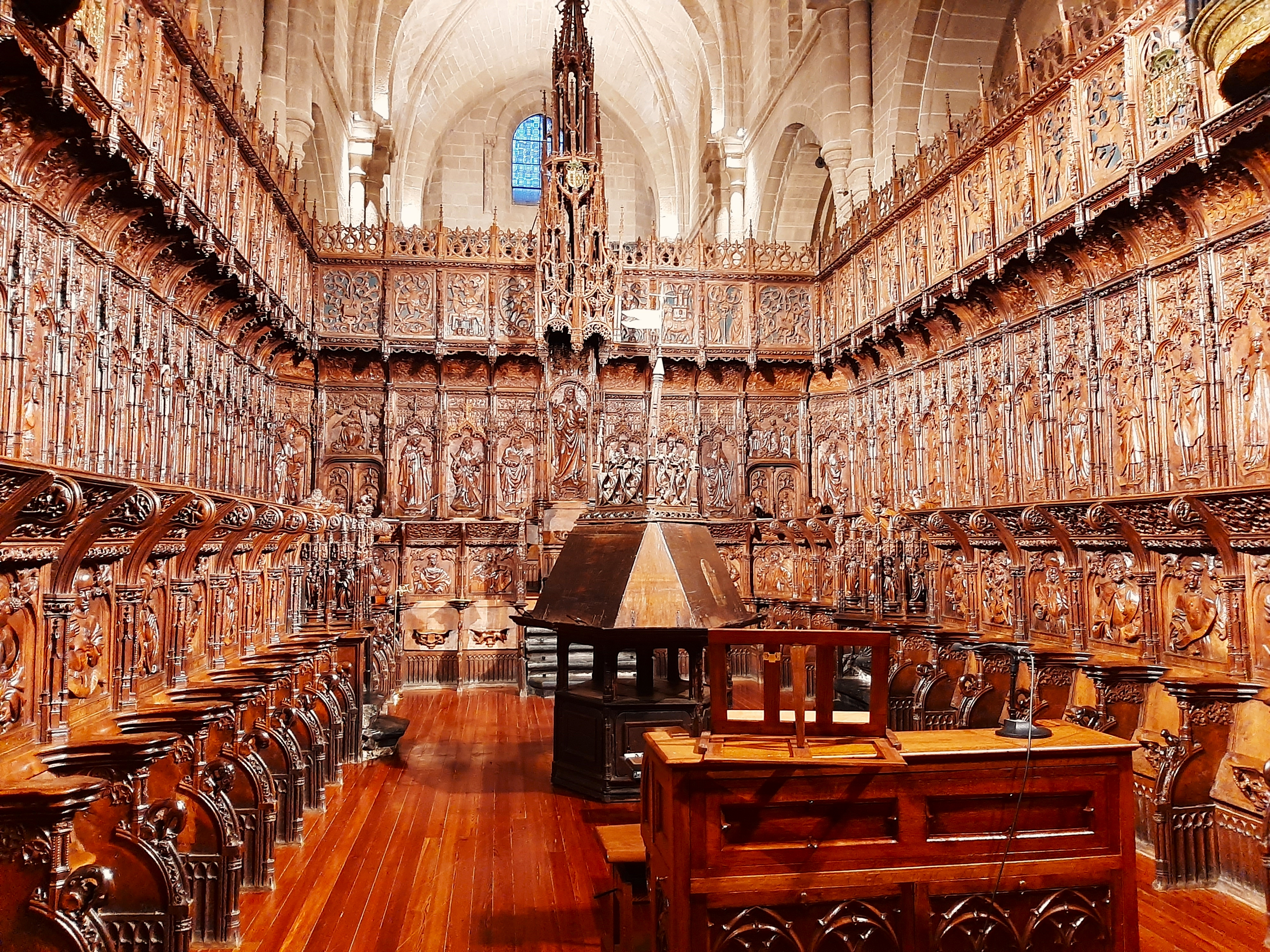
Sillería de la catedral

### Sillería
Desde principios del siglo XIII hubo un coro en la iglesia. En 1389 se menciona por primera vez la existencia de dos coros. Estarían uno frente al otro en la capilla mayor, el coro de arriba uno alrededor del altar y la silla del obispo y el coro de bajo o coro de las horas otro en la nave principal, en el mismo lugar donde hoy se encuentra el coro. En el antiguo coro había sillas con respaldos altos y lienzos pintados. Las sillas del nuevo coro podrían ser más bajas que las del antiguo. El coro renovado se estableció durante el episcopado de Diego Meléndez de Valdés, que abarcó de 1494 a 1506. El consejo que tomaba las decisiones sobre las reconstrucciones en la catedral eligió a Juan de Bruselas como artista para el coro. Consideraron que su estilo se adaptaba mejor a lo que tenían en mente, a saber, el estilo antiguo. De un acuerdo con Juan de Bruselas se desprende que las obras comenzaron en agosto de 1502 y durarían 3 años. Además de Juan de Bruselas, hubo por supuesto otras personas que ayudaron en la construcción, como el maestro de su taller o aprendices y gente de otros oficios, como carpinteros.
La sillería está hecha de madera de nogal y su disposición es de forma rectangular y abierta dónde está dividida en tres zonas: occidental, septentrional, y meridional. Asimismo, la sillería es bastante diferente de las otras típicas de esta época debido a la colocación de sus puertas. Están en la parte trasera del espacio para facilitar el movimiento dentro y fuera. La organización del coro es emulado en las distintas partes en ese espacio. Además, era muy común tener muchos diferentes papeles en el coro por las variadas categorías de voces y por lo tanto, se refleja en la arquitectura de la sillería. Hay dos niveles para los dos grupos de cantantes que son conectados con escaleras decorativas de figuras en relieve, algunas de figuras fantásticas. Las sillas están solas pero, al mismo tiempo, son conectadas con entre clavos y pomos creando un ámbito comunal y lleno. La decoración de la sillería consiste de unos elementos góticos que son vistos en los arcos en el zócalo.
El actual coro de la Catedral de Zamora está formado por dos partes que se enfrentan para su función de celebrar el oficio de los canónigos y de los monjes clérigos. El canto litúrgico, que se hace en el coro, tiene un papel importante en la súplica, la acción de gracias y la alabanza, además, las procesiones que se realizan en las catedrales, se iniciaban o terminaban en el coro, tornando este un espacio fundamental para la liturgia de las Horas.
Durante la Baja Edad Media, el lugar del Obispo, destaca sobre los demás como confirmación de su presencia en la catedral gracias al recurso a la ornamentación. La Silla del Obispo divide la sillería en dos partes: el Coro del Dean - a la izquierda - y el coro del Chantre - a la derecha - parte del Cabildo y la máxima autoridad en materia litúrgica, ayudado por el sochantre.
La iconografía ha de interpretarse teniendo en cuenta que la sillería seguía un orden jerárquico de prelación. En la sillería alta, después del Obispo, las dignidades, seguidas por los canónigos y los racioneros. En la sillería baja, primero los capellanes, los mozos de coro, los sacristanes y otros. 
El rígido ceremonial litúrgico que tenía lugar en el coro o en torno a él, está determinado por los Ceremoniales que conservan antiguas costumbres.
Las figuras religiosas más destacadas representan la historia de la salvación, personajes bíblicos y la historia de la Iglesia y se incluyen otros de procedencia pagana que en el mundo hispano iniciaba aparecer gracias al humanismo renacentista.
En cuanto a las representaciones no religiosas hay una gran diversidad simbólica. Hay figuras de animales, fantásticos o reales. Por ejemplo la representación del dragón que en la tradición iconográfica representa simbólicamente el mal y al demonio y se puede referir alegóricamente a la lucha del fiel cristiano virtuoso contra las fuerzas malignas o demoníacas como en las escenas de HÉRCULES Y EL DRAGÓN DE HESPERIA y HOMBRE LUCHANDO CONTRA UN DRAGÓN. En la Misericordia del DRAGÓN Y LEÓN AFRONTADOS, AMENAZÁNDOSE el león ha sido asimilado a Cristo y se han aplicado algunas características a este animal, como la sabiduría, la vigilancia, la fuerza, el perdón, la vitalidad, etc. y por aquí también el dragón simboliza las mal fuerzas y el pecado.
En las representaciones se utilizan historias legendarias y novelescas, personajes mitológicos y fábulas, proverbios o dichos populares. También hay escenas que muestran la degradación moral y la relajación de costumbres de la época, tanto en la vida secular como en la vida religiosa. El comportamiento se critica y satiriza como en el HOMBRE Y MONO LUCHANDO donde el mono, por sus características naturales y su tendencia a imitar al hombre, es considerado como un símbolo de la estupidez. La Misericordia por eso puede expresar alegóricamente la lucha entre la razón y la necedad.
Los dorsales presentan la ubicación de cada figura que en el conjunto no es casual, sino que responde a un programa iconográfico cuidadosamente bien pensado. Desde el lado occidental hasta la reja, la secuencia sigue un orden diacrónico, derivado de la aparición de los personajes en los libros bíblicos. Todas tienen referencias bíblicas, tanto veterotestamentarias como neotestamentarias.
No sucede lo mismo con las ubicadas en los dorsales de la sillería baja, en los que las figuras son pocas que portan atributos identificadores y en ellas predominan las palabras sobre los símbolos. De este modo, las inscripciones ofrecen autoridad y cierta solemnidad a las figuras y también transmiten una información precisa, por lo cual se evitan equivocaciones o malas interpretaciones. Los personajes bíblicos y extrabíblicos representados en la secuencia de la sillería baja tienen escritos sus nombres que facilita su identificación.

### Epitafio de la infanta Sancha Raimúndez
En el muro izquierdo del presbiterio de la catedral se encuentra colocado un epitafio, compuesto entre 1620 y 1621 por Alonso de Remesal, en el que se afirma que la infanta Sancha Raimúndez, hija de la reina Urraca I de León y hermana de Alfonso VII de León, fue sepultura allí:

HIC IACET ILLUSTRIS DOMINA SANCIA INFANTISSA SOROR ADEPHONSI IMPERATORIS.

No obstante, a pesar de dicho epitafio y de las afirmaciones de algunos historiadores, está documentado que el cadáver de la infanta Sancha recibió sepultura en el Panteón de Reyes de San Isidoro de León, donde en la actualidad se conserva su cadáver incorrupto.

### Capilla de San Bernardo

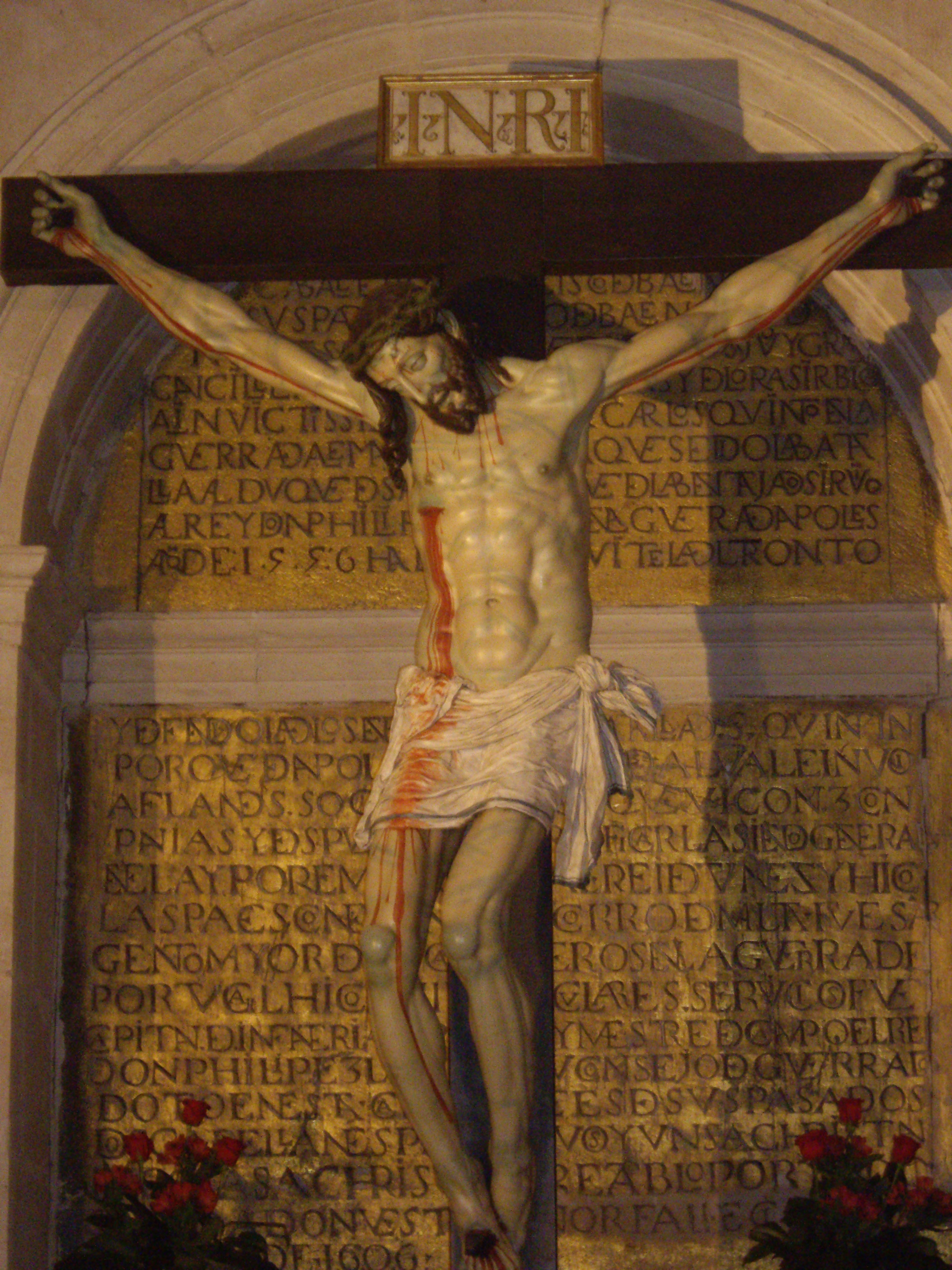
Cristo de las Injurias, venerado en la capilla de San Bernardo

Fue fundada a mediados del siglo XIV por el obispo Alfonso Fernández de Valencia, que era bisnieto de los reyes Alfonso X y Sancho IV de Castilla, con el propósito de destinarla a panteón privado. Dicho prelado falleció en 1365 y fue sepultado en ella, y el 10 de enero de 1421 el patronato de la capilla fue concedido por el cabildo catedralicio al mariscal de Castilla Juan de Valencia, sobrino carnal del obispo fundador.
En la capilla se venera desde 1835 la imagen del Cristo de las Injurias, que llegó a la catedral, procedente del desaparecido monasterio de San Jerónimo de Zamora, durante la Desamortización de Mendizábal. Y durante la Guerra de la Independencia Española dicha imagen estuvo a punto de ser quemada por los soldados franceses, aunque fue rescatada por el canónigo Martín Pérez de Tejeda.

### Portada del Obispo

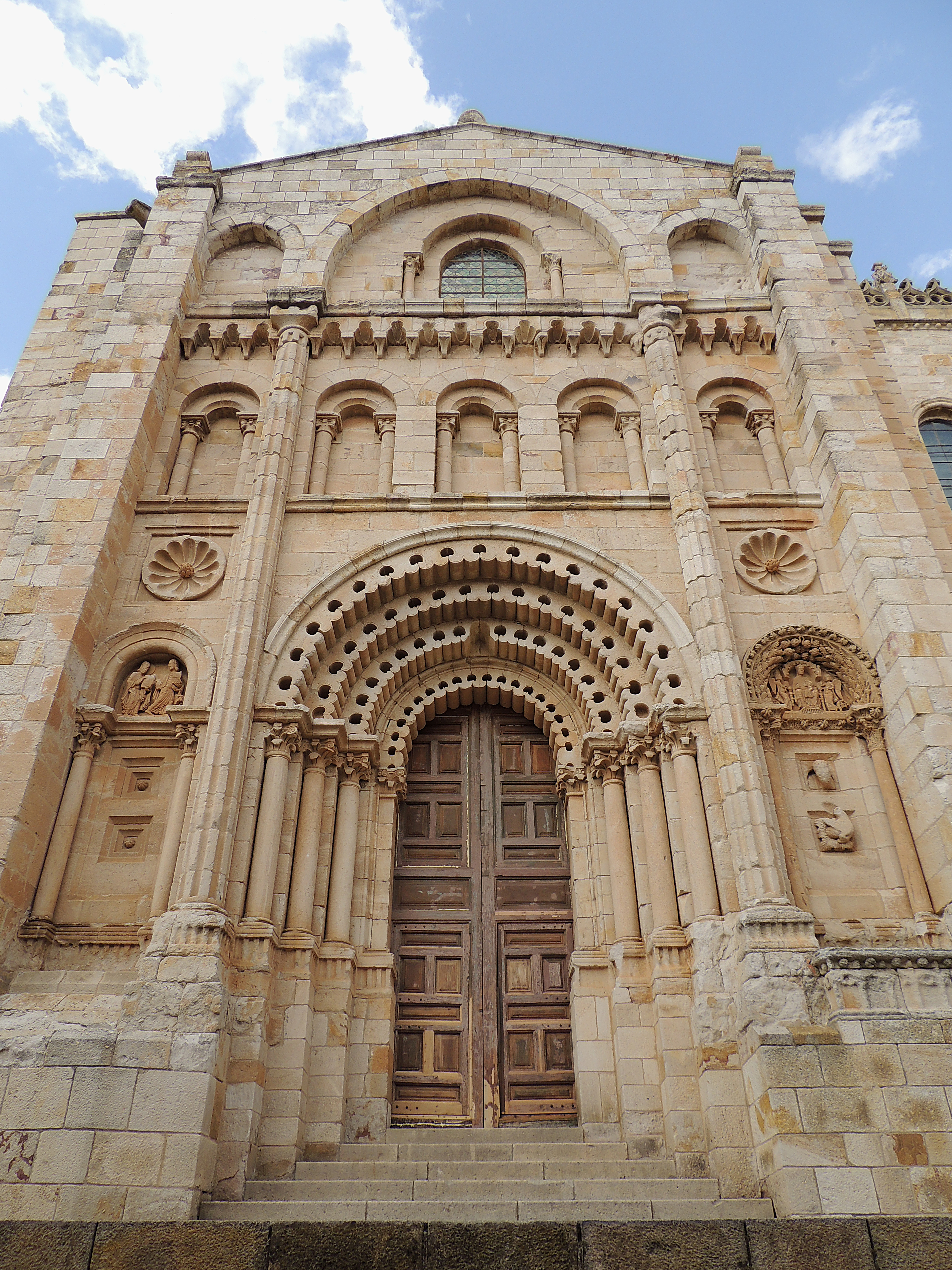
Portada del Obispo

La Portada del Obispo es la única que se mantiene completa de las tres originales.
Es junto al cimborrio la pieza más valiosa de todo lo románico de la Catedral de Zamora constituyendo un ejemplo de decoración arquitectónica, sin apenas escultura.
Se divide en tres calles que a su vez están divididas en dos pisos, los inferiores contienen sendos arquillos con lo mejor de la escultura románica zamorana, uno, con San Juan y San Pablo y otro con una Virgen Theotokos. En el siguiente piso solo aparece una arquería ciega.
Rematando todo el conjunto se yerguen sobre los estribos y las dos pilastras acanaladas que recorren la fachada tres arcos ligeramente apuntados que conforman el remate del hastial.
Se trata de un templo de tres naves, con transepto y tres ábsides semicirculares. Su cimborrio de 16 arcos dobles sostiene la cúpula escamada, que es el símbolo de la ciudad de Zamora y que la diferencia de otras catedrales. Posee una única torre-campanario de planta cuadrada.